# Sukitomo
Sukitomo – japoński film pełnometrażowy (dramat) z 2006 roku w reżyserii Mitsuhiro Mihary.

## Opis fabuły
Głównymi bohaterami filmu są dwaj przyjaciele: Tomokazu i Yoshiko. Tomokazu jest bokserem, natomiast Yoshiko interesuje się fotografią. Obaj uczęszczają do szkoły. W Tomokazu zakochana jest młoda Misao. Stara się ona zwrócić na siebie jego uwagę, przez co niejednokrotnie nieumyślnie rani jego przyjaciela – Yoshiko. Misao nie zdaje sobie sprawy, że darzy on Tomokazu miłością. Nie wie tego też sam Tomokazu.